# 平子佐知
平子 佐知（ひらこ さち、1983年6月12日 - ）は、東京都日野市出身の女性スノーボードスロープスタイル選手。RIDE SURF&SPORTS所属。日野市立第八小学校、日野市立三沢中学校、東京都立武蔵高等学校を経て日本大学文理学部体育学科を卒業。身長156センチ、46キロ。血液型A型。